# Étienne Daille
Étienne Daille, né le 19 septembre 1989 à Prague, est un kayakiste français.

## Carrière
Licencié au Canoë Kayak Club Vallée de l'Ain, il est étudiant en STAPS à Tarbes.
Il a décroché son billet pour Londres lors des Piges française en Avril 2012 à Pau . Il a notamment remporté 3 manches de Coupe du monde sur 5 en 2012 dont une à Pau et à la Seu d'Urgell. Il termine 2e à Cardiff et 3e à Bratislava et remporte donc le classement général de la coupe du monde. Il a participé pour la première fois aux Jeux olympiques pendant les Jeux olympiques de 2012 à Londres où il a fini à la 7e place. Il remporte le titre de kayak monoplace par équipe aux Championnats d'Europe de slalom 2012 à Bratislava. 
Il est médaillé de bronze par équipes aux Championnats du monde de slalom 2013 à Prague avec Boris Neveu et Mathieu Biazizzo et médaillé d'argent par équipes aux Championnats d'Europe de slalom 2016 à Liptovský Mikuláš. 

## Vie privée
Il est le fils de Jérôme, triple champion du Monde par équipes en C2 et de Michaela, kayakiste tchécoslovaque.
Il est le neveu du céiste Bertrand Daille.